# Blackpink Arena Tour 2018
Blackpink Arena Tour 2018 es la primera gira de conciertos del grupo surcoreano Blackpink, que se realizó en varias ciudades de Japón, entre ellas Osaka, Fukuoka y Chiba. La gira comenzó el 24 de julio de 2018 y finalizó con un concierto especial en el Kyocera Dome Osaka el 24 de diciembre de 2018.

## Antecedentes
YG Entertainment anunció que, como parte de la promoción de su primer EP en japonés, titulado Blackpink, la banda realizaría una gira por varias ciudades de Japón. Inicialmente, se programaron seis conciertos, pero debido a la alta demanda de entradas se agregó una nueva presentación en la ciudad de Chiba y, finalmente, como regalo de Navidad, y tras el término de la gira oficial el 26 de agosto, se decidió llevar a cabo un último concierto el día 24 de diciembre en el Kyocera Dome Osaka, convirtiéndose así en el primer girl group en actuar en un concierto en solitario en el famoso Domo de Japón, tras haber debutado tan sólo un año y cuatro meses antes.
La gira contó con más de 120 000 asistentes, entre las ocho presentaciones.

## DVD
El 22 de marzo de 2019, YGEX, empresa asociada de YG Entertainment para la promoción de material en Japón, lanzó el DVD titulado Blackpink Arena Tour 2018 'Special Final In Kyocera Dome Osaka', en formato de CD, DVD, Blu-Ray y en descarga digital, que contiene la última presentación de la banda en la gira. El concierto documental fue dirigido por Kim Jeong-a y Kim Woo-sun.

## Lista de canciones
| Lista de canciones - Blackpink Arena Tour 2018 | Lista de canciones - Blackpink Arena Tour 2018                           |
| #                                              | Canción                                                                  |
| I parte                                        | I parte                                                                  |
| ---------------------------------------------- | ------------------------------------------------------------------------ |
| 1                                              | «Ddu-Du Ddu-Du» (versión en japonés)                                     |
| 2                                              | «Forever Young» (versión en japonés)                                     |
| 3                                              | «Whistle (acoustic version)» (versión en japonés)                        |
| 4                                              | «Stay» (versión en japonés)                                              |
| II parte                                       |                                                                          |
| 5                                              | «Can't Take My Eyes Off You» (cover de Frankie Valli con solo de Jennie) |
| 6                                              | «Eyes Closed»/«Eyes, Nose, Lips» (solo de Rosé)                          |
| 7                                              | «Lemon»/«Faded»/«Attention» (solo de baile de Lisa)                      |
| 8                                              | «Sakurairo Maukoro» (cover de Mika Nakashima con solo de Jisoo)          |
| III parte                                      |                                                                          |
| 9                                              | «Partition» (cover de Beyoncé)                                           |
| 10                                             | «So Hot» (The BlackLabel remix) (cover de Wonder Girls)                  |
| 11                                             | «See U Later» (versión en japonés)                                       |
| 12                                             | «Really» (versión en japonés)                                            |
| IV parte                                       |                                                                          |
| 13                                             | «Boombayah» (versión en japonés)                                         |
| 14                                             | «Playing With Fire»                                                      |
| 15                                             | «As If It's Your Last» (versión en japonés)                              |
| Bis                                            |                                                                          |
| 16                                             | «Whistle» (versión en japonés)                                           |
| 17                                             | «Ddu-Du Ddu-Du» (versión en japonés)                                     |

| Lista de canciones - Special Final in Kyocera Dome Osaka | Lista de canciones - Special Final in Kyocera Dome Osaka |
| #                                                        | Canción                                                  |
| I parte                                                  | I parte                                                  |
| -------------------------------------------------------- | -------------------------------------------------------- |
| 1                                                        | «Ddu-Du Ddu-Du» (versión en japonés)                     |
| 2                                                        | «Forever Young» (versión en japonés)                     |
| 3                                                        | «Whistle (acoustic version)» (versión en japonés)        |
| 4                                                        | «Stay» (versión en japonés)                              |
| II parte                                                 |                                                          |
| 5                                                        | «I Like It»/«Faded»/ «Attention» (solo de baile de Lisa) |
| 6                                                        | «Let It Be»/«You & I»/«Only Look At Me» (solo de Rosé)   |
| 7                                                        | «Lemon»/«Faded»/«Attention» (solo de baile de Lisa)      |
| 8                                                        | «Yuki No Hana» (cover de Mika Nakashima, solo de Jisoo)  |
| 9                                                        | «Solo» (solo de Jennie)                                  |
| III parte                                                |                                                          |
| 10                                                       | «Jingle Bell Rock» (cover de Bobby Helms)                |
| 11                                                       | «Last Christmas» (cover de Wham!)                        |
| 12                                                       | «Rudolph the Red-Nosed Reindeer» (cover de Gene Autry)   |
| IV parte                                                 |                                                          |
| 13                                                       | «Kiss and Make Up»                                       |
| 14                                                       | «So Hot» (The BlackLabel remix) (cover de Wonder Girls)  |
| 15                                                       | «Really» (versión en japonés)                            |
| 16                                                       | «See U Later» (versión en japonés)                       |
| V Parte                                                  |                                                          |
| 17                                                       | «Boombayah» (versión en japonés)                         |
| 18                                                       | «Playing with Fire» (versión en japonés)                 |
| 19                                                       | «As If It's Your Last» (versión en japonés)              |
| Encore                                                   |                                                          |
| 20                                                       | «Whistle» (versión remix, en japonés)                    |
| 21                                                       | «Ddu-Du Ddu-Du» (versión en japonés)                     |
| 22                                                       | «Stay» (versión remix) (versión en japonés)              |

## Fechas
| Fecha                               | Ciudad  | País  | Recinto            | Entradas vendidas | Recaudación |
| ----------------------------------- | ------- | ----- | ------------------ | ----------------- | ----------- |
| Blackpink Arena Tour 2018           |         |       |                    |                   |             |
| 24 de julio de 2018                 | Osaka   | Japón | Osaka-jō Hall      | 75.000            |             |
| 25 de julio de 2018                 | Osaka   | Japón | Osaka-jō Hall      | 75.000            |             |
| 16 de agosto de 2018                | Fukuoka | Japón | Kokusai Center     | 75.000            |             |
| 17 de agosto de 2018                | Fukuoka | Japón | Kokusai Center     | 75.000            |             |
| 24 de agosto de 2018                | Tokio   | Japón | Makuhari Messe     | 75.000            |             |
| 25 de agosto de 2018                | Tokio   | Japón | Makuhari Messe     | 75.000            |             |
| 26 de agosto de 2018                | Tokio   | Japón | Makuhari Messe     | 75.000            |             |
| Special Final in Kyocera Dome Osaka |         |       |                    |                   |             |
| 24 de diciembre de 2018             | Osaka   | Japón | Kyocera Dome Osaka | 50.000            |             |

## Personal
Blackpink
- Jisoo
- Jennie
- Rosé
- Lisa